# Suizidfall Leelah Alcorn

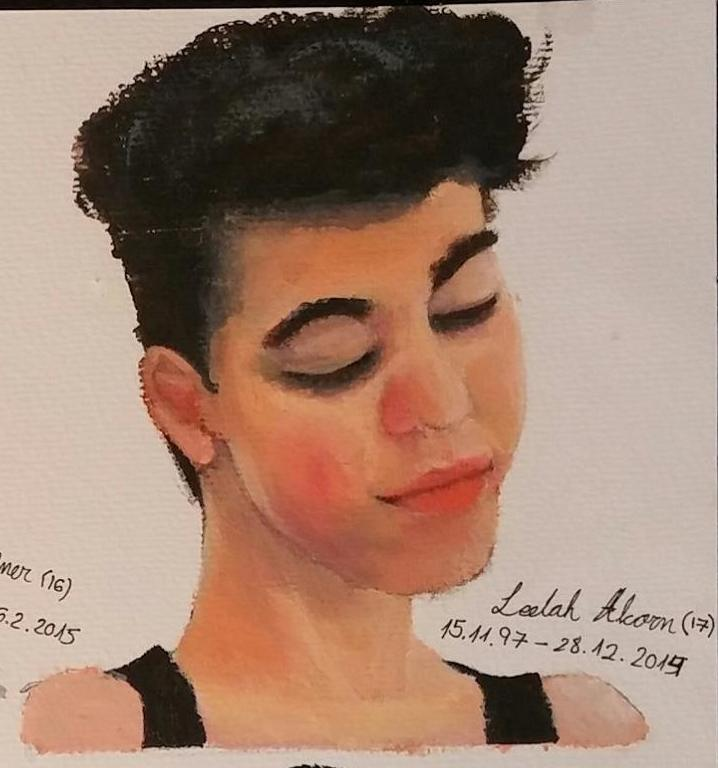
Zeichnung von Leelah Acorn

Der Suizidfall Leelah Alcorn (* 15. November 1997; † 28. Dezember 2014 auf der Interstate 71 in Warren County in Ohio) war die medial bekanntgewordene Selbsttötung eines 17-jährigen US-amerikanischen trans Mädchens.

## Leben und Tod
Leelah Alcorn war eines von vier Kindern eines evangelikalen Ehepaars. Sie empfand sich ab dem Alter von vier Jahren als Mädchen in einem Jungenkörper, wie sie es in ihrem Abschiedsbrief darstellt. Ihr Freundeskreis bestand demnach zumeist aus Freunden, die sie im Internet kennengelernt hatte. Im Alter von 16 Jahren habe sie an ihrer Schule behauptet, schwul zu sein, um den ersten Schritt zu ihrem öffentlichen Outing zu unternehmen, was von ihren Freunden positiv aufgenommen worden sei.
Der Versuch, ihre Eltern von der Notwendigkeit einer Geschlechtsangleichung zu überzeugen, wurde laut Leelah Alcorns Abschiedsbrief von ihren Eltern mit der mehrfachen zwangsweisen Durchführung einer „Reparativtherapie“ (Konversionstherapie), bei der sie nach den Vorstellungen ihrer Eltern geheilt werden sollte, beantwortet. Dies verschlechterte das Verhältnis zu ihren Eltern erheblich.
Leelah Alcorn gab an, sie habe Angst gehabt, dass sie nicht rechtzeitig eine Geschlechtsangleichung erreichen könne, um wie ein perfektes Mädchen auszusehen. Weiterhin habe sie keine Freunde und Zukunftsangst. Mit ihrem Suizid wolle sie auf die generelle Situation transgeschlechtlicher Menschen aufmerksam machen, Geschlechtsidentität müsse in Schulen gelehrt werden.
Nach einer Rekonstruktion der Polizei wurde Alcorn, vermutlich in Suizidabsicht, am 28. Dezember auf der Interstate 71 gegen 2:30 Uhr von einem Sattelkraftfahrzeug erfasst und starb am Ort des Unfalls. Von einem Strafverfahren gegen den Fahrer wurde abgesehen.

## Auswirkungen
Ihr Suizid erregte international Aufsehen und führte zu öffentlichen Diskussionen über den Status und die Misshandlung von trans Personen in der US-amerikanischen Gesellschaft und christlichen Fundamentalismus sowie Petitionen zum Verbot sogenannter Konversions- oder Reparativtherapien. Der damalige US-Präsident Barack Obama unterstützt diese Initiativen.
Bis zum 18. Mai 2020 wurden solche Konversionsangebote zumindest bei Jugendlichen in 20 US-Bundesstaaten sowie in Washington D.C und Puerto Rico verboten.
Mara Keisling, die Executive Director beim National Center for Transgender Equality ist, betonte, dass Suizid ein zu komplexes Thema sei, als dass man die Schuld ausschließlich den Eltern zuweisen sollte. „Ungeachtet der großen kulturellen und rechtlichen Fortschritte, die trans Menschen erreicht haben, gibt es immer noch sehr viel Respektlosigkeit, Diskriminierung und Gewalt, die gegen uns gerichtet sind, und heutzutage haben es alle Kinder oder Jugendliche sehr schwer.“
In Deutschland wurde die Anwendung von Konversionsversuchen bei Kindern und Jugendlichen und das Bewerben derselben für alle Altersgruppen verboten. In § 1 des Gesetzes zum Schutz vor Konversionsbehandlungen heißt es: „Dieses Gesetz gilt für alle am Menschen durchgeführten Behandlungen, die auf die Veränderung oder Unterdrückung der sexuellen Orientierung oder der selbstempfundenen geschlechtlichen Identität gerichtet sind (Konversionsbehandlung)“. Selbstbestimmte Maßnahmen zur Geschlechtsangleichung sind vom Verbot ausdrücklich ausgenommen (§ 3).